# Radio Norge
Radio Norge är en kommersiell rikstäckande radiostation i Norge med huvudkontor i Oslo. Den startade sina sändningar 1 januari 2004 under namnet Kanal 4, men var tvungen att byta till namn Kanal 24, efter klagomål från konkurrenten P4 Norge. 
21 april 2009 bytte stationen namn till nuvarande Radio Norge, med fokus på varierad musik från de senaste 40 åren.
Radio Norge ägs av Bauer Media, tidigare SBS Radio, som köpte radiostationen av TV 2 i december 2007.